# Pilchowo (Szczecin)
Pilchowo (do 1945 niem. Polchow) – część miasta Szczecina na osiedlu Głębokie-Pilchowo, położone u podnóża Wzgórz Warszewskich, na skraju Puszczy Wkrzańskiej, na północ od Głębokiego; przylega do wsi o tej samej nazwie.

## Historia
Powstało w XII w. jako osobna wieś. Początkowo widlica, następnie owalnica. Rozrost wsi w kierunkach północnym i południowym spowodował ostateczne przekształcenie jej w nieregularna ulicówkę. W 1228 zbudowano tu kościół z kamienia granitowego. Na przełomie XIII i XIV wieku staje się wsią książęcą stanowiąc zaplecze gospodarcze dla miasta. W 1945 południową część wsi (poniżej Wieleckiego Potoku) włączono w obszar miejski Szczecina.

## Turystyka
- Przez osiedle prowadzi  Szlak „Puszcza Wkrzańska”[2].